# I promessi sposi (Ponchielli)
I promessi sposi è la seconda opera di Amilcare Ponchielli, composta su libretto di vari autori, fra cui lo stesso compositore, e rappresentata al Teatro Concordia di Cremona il 30 agosto 1856. 
Dopo una prima composizione, il libretto e lo spartito furono profondamente rielaborati a più riprese, finché l'opera non andò in scena con grande successo al Teatro Dal Verme di Milano il 4 dicembre 1872. 
Sempre al Dal Verme il 19 aprile 1873 andò in scena la terza versione ed il successivo 26 ottobre la quarta versione.
L'ultima e decisiva revisione del libretto fu stata affidata ad Emilio Praga.
L'opera è fedele al romanzo di Manzoni, con alcuni tagli nella narrazione e la mancanza di alcuni personaggi, come Don Abbondio e Perpetua.

## Interpreti delle prime rappresentazioni
| Personaggio        | Interprete (Cremona, 1856) Direttore: Achille Marzorati | Interprete (Milano, 1872) Direttore: Raffaele Kuon |
| ------------------ | ------------------------------------------------------- | -------------------------------------------------- |
| Don Rodrigo        | Vito Orlandi                                            | Augusto Brogi                                      |
| L'Innominato       | Cesare Nanni                                            | Luigi Manfredi                                     |
| Cardinale Federigo |                                                         | Giovanni Calcaterra                                |
| Signora di Monza   | Annetta Heller                                          | Eufemia Barlani Dini                               |
| Fra Cristoforo     |                                                         | Marcello Junca                                     |
| Lucia              | Luigia Ponti Dell'Armi                                  | Teresa Brambilla                                   |
| Renzo              | Agostino Dell'Armi                                      | Giulio Olnar                                       |
| Griso              |                                                         | Giovanni Erfi                                      |
| Nibbio             |                                                         | Celestino Saccardi                                 |
| Tonio              |                                                         | Pietro Fabbri                                      |

## Trama
L'azione accade sul principio del secolo XVII nelle vicinanze di Lecco.

### Atto I
In casa di Lucia, Agnese e le donne festeggiano la sposa. Entra Renzo, irritato, appena tornato da Don Abbondio. Il giovane ha scoperto che Don Rodrigo ha imposto al parroco di non celebrare le nozze dei due giovani. Lo dice a Lucia, la quale ricorda il suo incontro con il signorotto, giorni prima. Davanti a tutti, Renzo giura di vendicarsi su Don Rodrigo.

Nel frattempo, nel palazzotto di quest'ultimo, Don Rodrigo riceve Fra Cristoforo che lo scongiura di non comportarsi più così e di liberare don Abbondio da quella costrizione. Al rifiuto sprezzante del signorotto, Fra Cristoforo lo maledice ed esce.

### Atto II
Don Rodrigo ordina ai bravi di andare a rapire Lucia. Nel frattempo, Renzo, Lucia e l'amico Tonio, su consiglio di Agnese, provano a fare il matrimonio a sorpresa per sposarsi. Appena entrano in casa del curato, entra fra Cristoforo, che ha scoperto dal servo di Don Rodrigo il suo piano, e prega affinché Renzo e Lucia si salvino (Al tuo trono, Signor). Escono Renzo e Lucia, correndo: il piano non è andato a buon fine. I bravi fuggono spaventati dal suono delle campane, e fra Cristoforo propone a Renzo di andare a Milano e a Lucia di andare a Monza, nel monastero, per essere al sicuro.

### Atto III
Lucia è a Monza, nel convento della Signora (Gertrude). Gertrude è venuta a conoscenza del piano dell'Innominato, che ha intenzione di rapire Lucia, tuttavia non può fare niente per salvare la giovane (Involontaria vittima). Lucia viene rapita, e, nel castello dell'Innominato, fa un voto alla Madonna. Successivamente entrano l'Innominato e il cardinale Federigo. Pentito, l'Innominato decide di liberare Lucia.

### Atto IV
Don Rodrigo festeggia con i suoi amici nel castello (Il nappo spumante), tuttavia durante la festa si sente male e scopre di essere contagiato dalla peste. Allo spettacolo tutti fuggono spaventati; don Rodrigo per salvarsi incarica il servo di far venire il suo medico personale ma anche questi se la dà a gambe chiamando i terribili monatti che trasportano il signorotto al lazzaretto, dove morirà poco dopo.
Nel lazzaretto, Renzo è alla ricerca di Lucia. Si rincontrano, tuttavia Lucia è ancora legata al voto. Ricompare Fra Cristoforo che la scioglie dal voto, e benedice la coppia: Lucia e Renzo sono liberi di sposarsi.

## Struttura musicale
- Preludio

### Atto I
- N. 1 - Introduzione, Cavatina di Renzo, Duettino fra Renzo e Lucia e Stretta O bella vergine, schiudi il tuo core - All'umile ostel natio - Se rammentassi i palpiti - Il desir della vendetta (Coro, Renzo, Lucia, Agnese)
- N. 2 - Cavatina di Rodrigo Vaga siccome un'iride
- N. 3 - Duetto fra Cristoforo e Rodrigo e Finale I Deh! commova il vostro core

### Atto II
- N. 4 - Aria di Rodrigo Già il pensier mio dipingermi (Rodrigo, Griso, Coro)
- N. 5 - Duettino fra Renzo e Lucia, Coro, Preghiera di Cristoforo e Finale II O mia diletta abbracciami - Qui sta la preda... ecco il momento - Al tuo trono, o sommo iddio - Raffrenati, o smania, che il petto m'accendi (Renzo, Lucia, Coro, Griso, Cristoforo, Rodrigo, Agnese)

### Atto III
- N. 6 - Cavatina della Signora Involontaria vittima (Signora, Lucia, Coro)
- N. 7 - Voto di Lucia In questa estrema offesa
- N. 8 - Finale III Lucia... - Tu l'umil tuo servo chiamasti, gran Dio  (Agnese, Lucia, Coro, Cristoforo, Innominato, Cardinale)

### Atto IV
- N. 9 - Coro e Aria di Rodrigo Le cure bandite, fugati i pensieri - Se stolto vegliardo, m'induce a pentir (Coro, Rodrigo, Griso)
- N. 10 - Coro, Terzettino fra Renzo, Lucia e Cristoforo e Finale Ultimo Oh spavento! oh miseria! oh squallore! - Sei salvo, oh gioia! - Siate felici: ai placidi (Coro, Renzo, Lucia, Cristoforo)

## La stesura del libretto
Ponchielli in una sua lettera afferma che furono sei i poeti che misero mano al libretto dei Promessi sposi: lui stesso, Cesare Stradivari, Giuseppe Aglio, Giuseppe Bergamaschi, un anonimo (forse un certo poeta di nome Rocchino, amico di Ponchielli) e, precisamente per la versione del 1872, Emilio Praga. Tutti i nomi sono documentati nelle lettere del compositore al suo "impresario" Bortolo Piatti. Le lettere sono conservate nella Biblioteca Statale di Cremona.

## Incisioni
Una registrazione discografica è stata edita in CD da Bongiovanni, diretta da Silvano Frontalini. Tale incisione, realizzata in Ucraina con interpreti quasi tutti italiani di nuova conoscenza, (Tenore Marcello  Bedoni - soprano Natalia Margarit- baritono Maurizio Zanchetti- basso G. Zuccarino) presenta differenze radicali con la versione tramandata dagli spartiti del 1873 (Lucca) e 1874 (Ricordi), avvicinandosi più a quest'ultima pur trattandosi di una discreta registrazione. Purtroppo trattasi di una registrazione non ben accertata se originale di Ponchielli o una versione " d'uso". Si può ascoltare tutta su You Tube immessa quasi interamente. - Brani invece che si possono ascoltare con l'orchestrazione senz'altro originale sono quelli che si possono trovare su You Tube con il soprano Magda Olivero e altri artisti. Nel 2015 è stata realizzata dalla Casa Ricordi la partitura originale basata sugli autografi a cura di Marco Pace. Tale versione è stata eseguita al Conservatorio G. Verdi di Milano diretta da Marco Pace ed è visionabile su YouTube.